# Уабаша (окръг, Минесота)
Окръг Уабаша (на английски: Wabasha County) е окръг в щата Минесота, Съединени американски щати. Площта му е 1424 km², а населението - 21 645 души (2018). Административен център е град Уабаша.